# Brève ornée
Hydrornis phayrei
Espèce
Statut de conservation UICN

 LC  : Préoccupation mineure
La Brève ornée (Hydrornis phayrei) est une espèce d'oiseaux d'Asie du Sud-Est appartenant à la famille des Pittidae.

## Synonymes
- Anthocincla phayrei
- Pitta phayrei